# М-2001
„М-2001“ е основен боен танк на Сърбия, произвеждан от СДПР Югоимпорт.
Той е модернизиран вариант на танка „М-84“. За пръв път е представен през 2004 г. Оръдието М84А1 е заменено от подобно, но подобрено с по-добри характеристики. М-2001 може да изстрелва противотанкови управляеми ракети с лазерно насочване.
М-2001 е оборудван с реактивна броня. Освен бронята М-2001 е оборудван и с модерна електрооптична система за защита от жично и лазерно насочвани противотанкови ракети. Противовъздушната картечница 12.7 mm М87 може да унищожи самолет.

## Модернизация
Танковете М-84 трябва да бъдат модернизирани до стандартите на М-2001. 212 М-84 трябва да бъдат напълно модернизирани в следващите три години.

## История на М-2001
Модернизиран от базата на М-84, М-2001 не е само леко изменение за да се подобрят характеристиките на танка. Много от подобренията са подобни на характеристиките на неговия „близнак“ Т-90 с леки промени в бронята и маневреността (Т-90 има по-добра броня докато М-2001 е по-бърз и по-маневрен).
Като се изключат разликите във външния вид на танка с М-84 има и различия във вътрешната конструкция и оборудването.